# Eremiaphila somalica
Eremiaphila somalica är en bönsyrseart som beskrevs av Rehn 1901. Eremiaphila somalica ingår i släktet Eremiaphila och familjen Eremiaphilidae. Inga underarter finns listade i Catalogue of Life.